# Archiwum Wojskowe w Toruniu

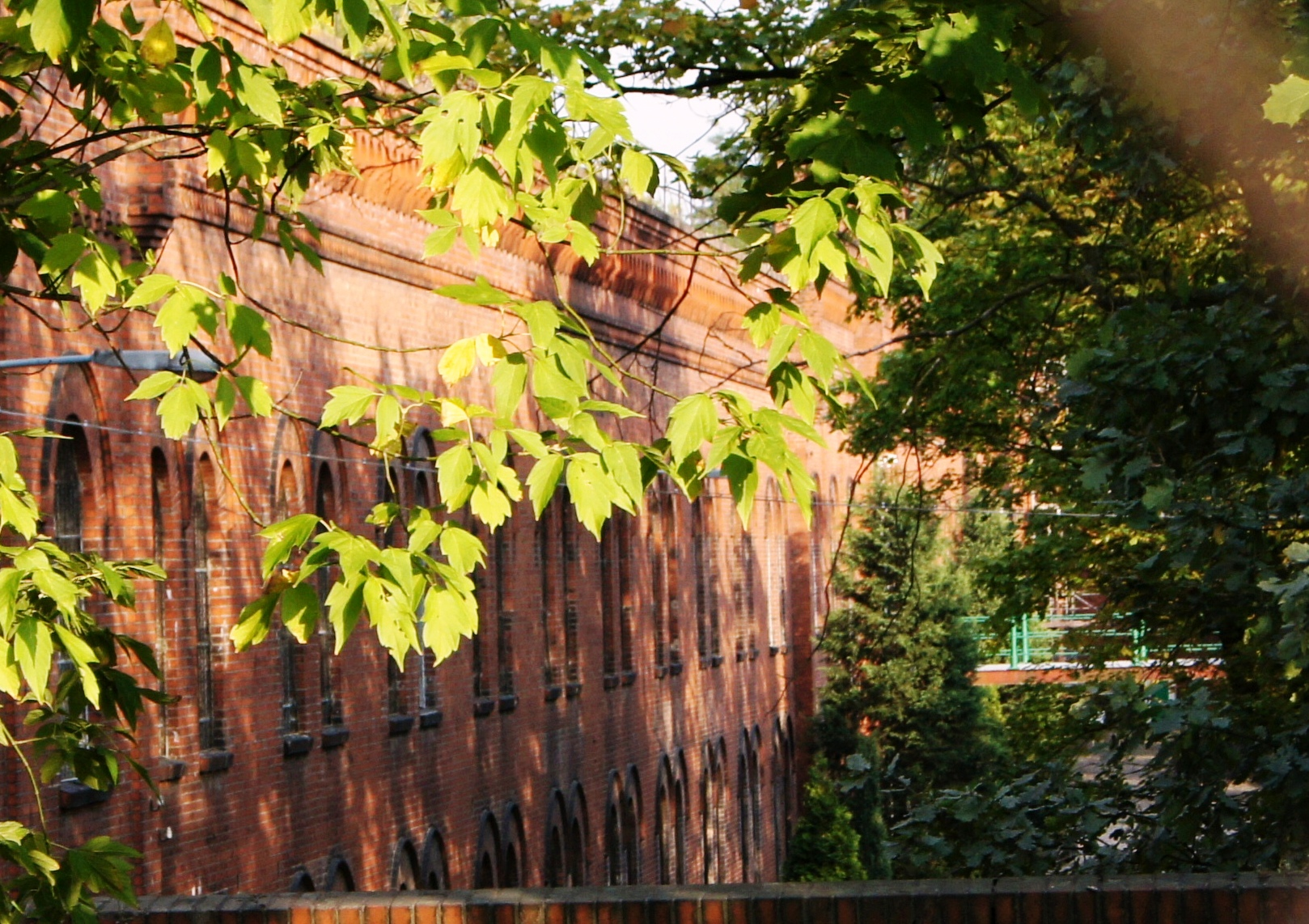
Siedziba archiwum.

Archiwum Wojskowe w Toruniu – archiwum wojskowe założone po 1950 roku, od 1957 roku mieszczące się przy ul. Józefa Chłopickiego 1-7 w Toruniu.

## Historia
1 października 1947 roku Ministerstwo Obrony Narodowej wydało rozkaz o sformowaniu okręgów wojskowych komórek archiwalnych. Archiwa miały zabezpieczyć dokumentację z lat 1943–1945 oraz odciążyć jednostki wojskowe z dokumentacji powstającej i gromadzonej po zakończeniu II wojny światowej. Po 1950 roku założono Archiwum Pomorskiego Okręgu Wojskowego. Jej pierwsza siedziba mieściła się w Bydgoszczy, po 1957 Archiwum przeniesiono do Torunia. Do 1990 roku Archiwum podlegało Sztabowi Pomorskiego Okręgu Wojskowego, po restrukturyzacji w 1990 Archiwum zaczęło działać jako Filia Nr 3 Centralnego Archiwum Wojskowego. W latach 2000–2009 podlegało Dowódcy Wojsk Lądowych, następnie Dyrektorowi Centralnego Archiwum Wojskowego. W 2003 roku siedziba Archiwum została wpisała do rejestru zabytków.

## Zadania
Podstawowym zadaniem Sekcji Nadzoru Archiwalnego jest kształtowanie powiększającego się zasobu archiwalnego. Archiwum swoim zasięgiem obejmuje Jednostki i Instytucje Wojskowe z siedmiu województw: mazowieckiego, kujawsko-pomorskiego, podlaskiego, pomorskiego, warmińsko-mazurskiego, wielkopolskiego i zachodniopomorskiego.